# Мровля
Мровля (пол. Mrowla) — село на Закерзонні в Польщі, у гміні Свільча Ряшівського повіту Підкарпатського воєводства.
Населення — 1430 осіб (2011).

## Історія
У 1367 р. село закріпачене за розпорядженням короля Казимира III Великого. У XV—XVI ст. село входило до Ропчицької округи, в XVII—XVIII ст. — до Братковського староства.
У 1772—1918 рр. село входило до Австрійської імперії. На той час унаслідок півтисячоліття латинізації та полонізації українці лівобережного Надсяння опинилися в меншості. Українці-грекокатолики належали до парафії Залісє Каньчузького деканату Перемишльської єпархії). Востаннє вони (троє парафіян) фіксуються в селі в шематизмі 1849 р. і в наступному шематизмі (1868 р.) згадка про Мровлю вже відсутня.
Відповідно до «Географічного словника Королівства Польського» в 1885 р. Мровля знаходилась у Ряшівському повіті Королівства Галичини і Володимирії, було 978 мешканців, з них 941 римо-католик і 37 юдеїв.
У міжвоєнний період село входило до ґміни Свільча Ряшівського повіту Львівського воєводства Польщі.
У 1975-1998 роках село належало до Ряшівського воєводства.

## Демографія
Демографічна структура станом на 31 березня 2011 року:
|          | Загалом | Допрацездатний вік | Працездатний вік | Постпрацездатний вік |
| -------- | ------- | ------------------ | ---------------- | -------------------- |
| Чоловіки | 688     | 151                | 471              | 66                   |
| Жінки    | 742     | 139                | 431              | 172                  |
| Разом    | 1430    | 290                | 902              | 238                  |